# Basella alba
Basella alba , também conhecida como bertalha, bretalha ou espinafre-indiano, é uma planta trepadeira perene encontrada nos trópicos, onde é amplamente utilizada como verdura.

## Descrição
Basella alba possui um rápido crescimento, uma haste flexível de videira, chegando a 10 metros de comprimento. Suas folhas são grossas, semi-suculentas, em formato de coração, e tem um sabor suave e textura mucilaginosa.
Cresce bem a pleno sol, em climas quentes e úmidos e em áreas inferiores a 500 metros acima do nível do mar, nativa da Ásia tropical.
Os frutos, extremamente escuros quando maduros, quando esmagados fornecem suco de coloração vermelha muito escura.

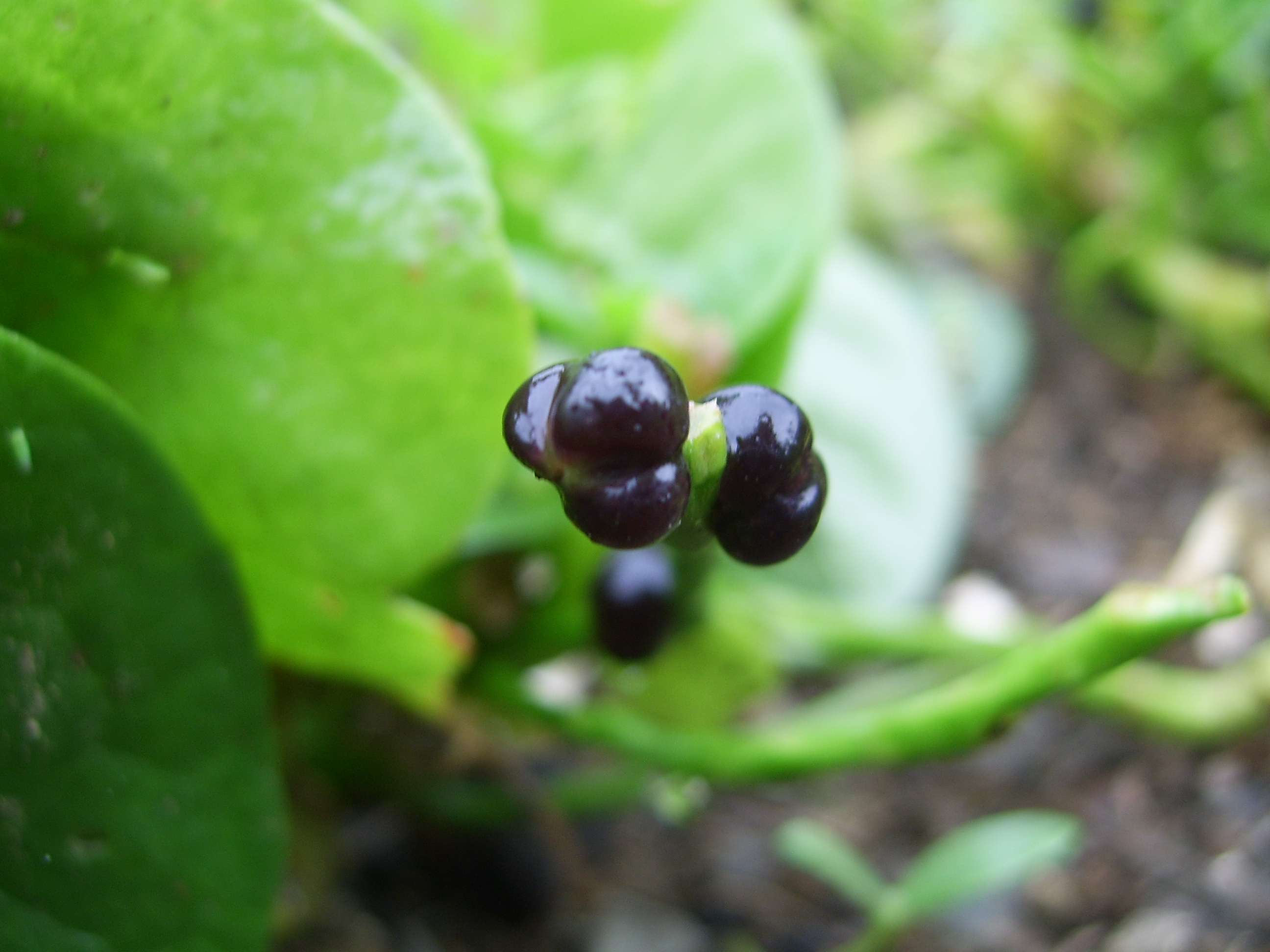
Frutos

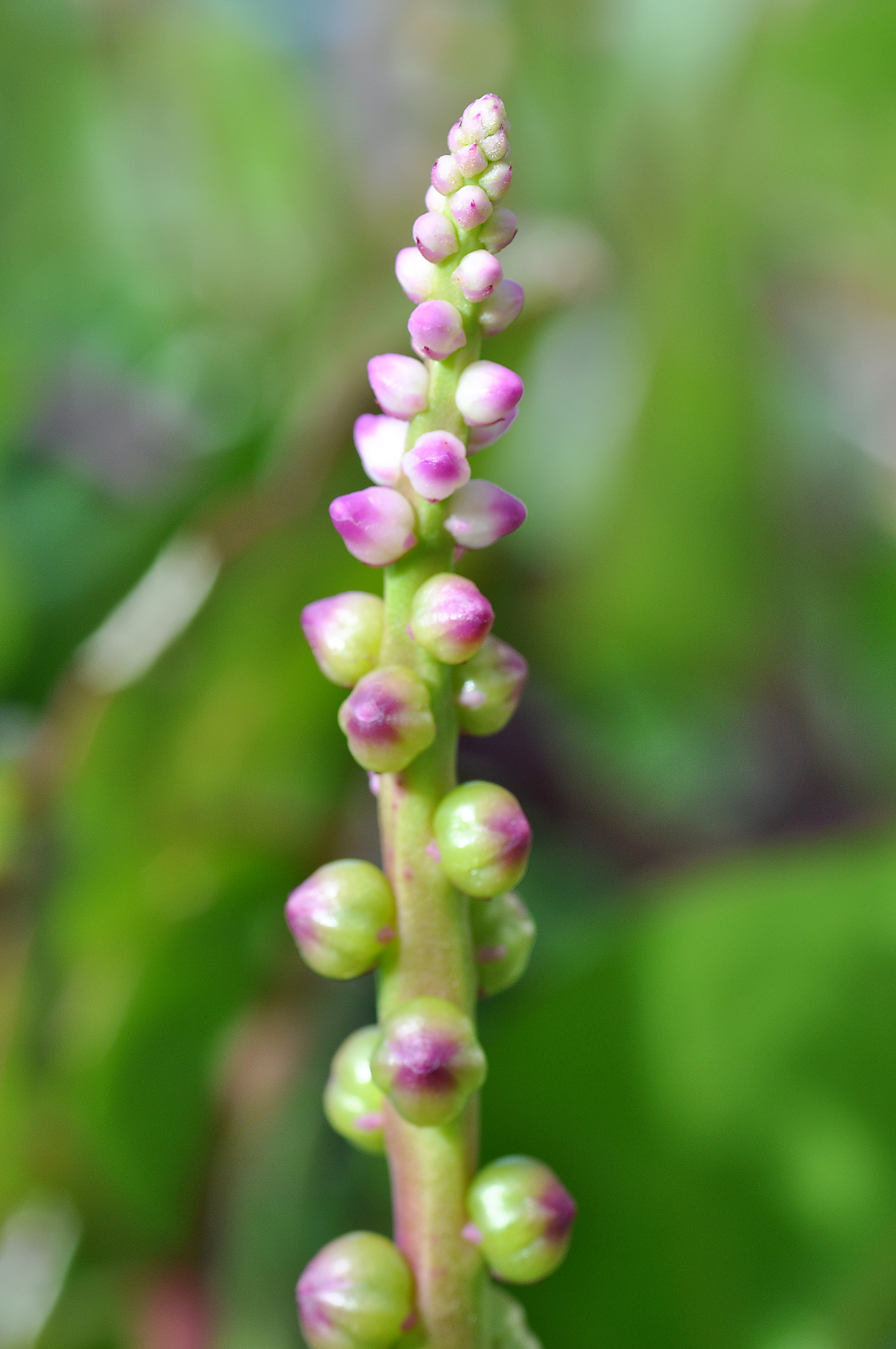
Inflorescência

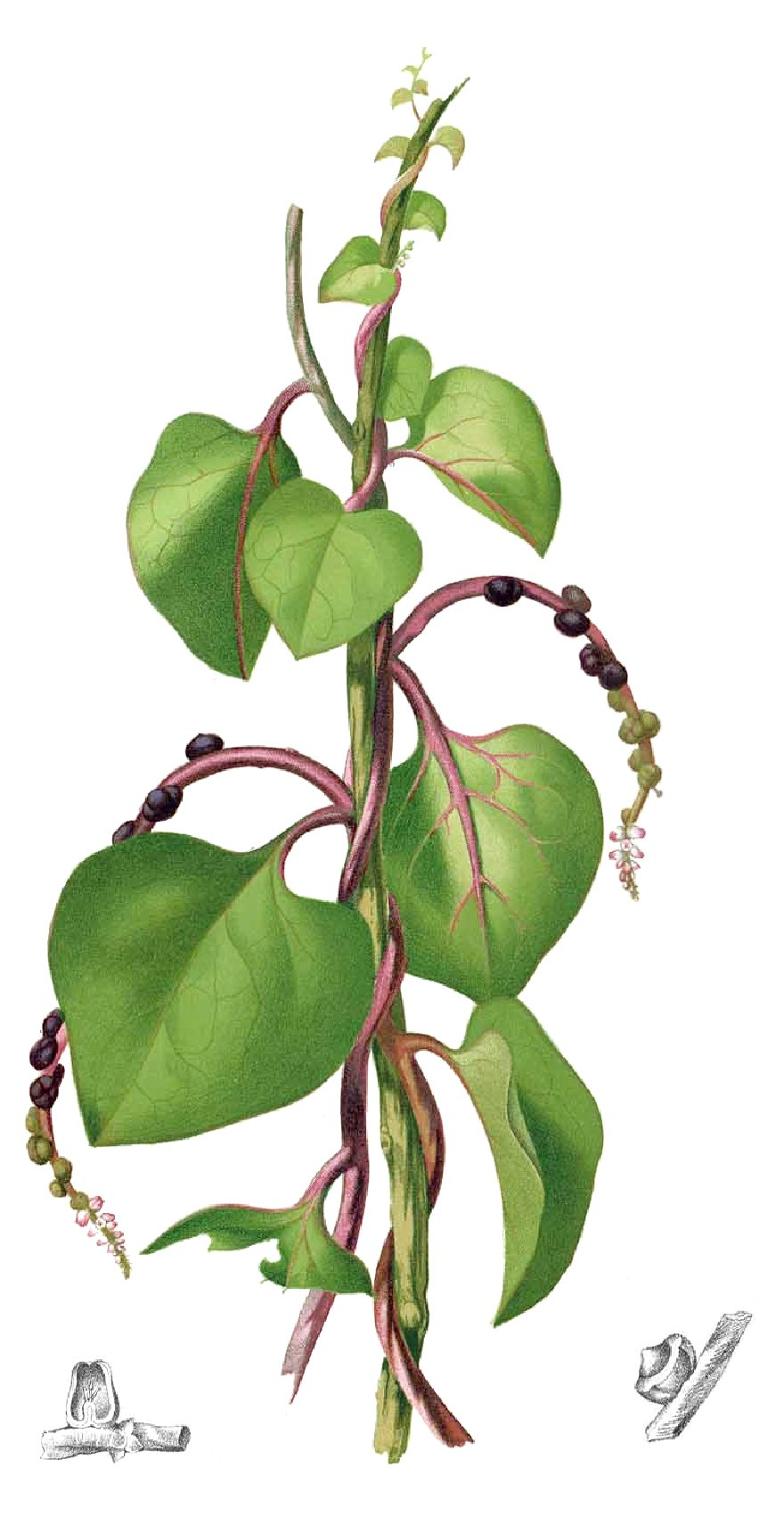
Ilustração

## Taxonomia
Basella alba foi descrita por Carlos Linneo e publicado em Species Plantarum 1: 272. 1753.
Sinonimia
- Basella rubra L., Sp. Pl.: 272 (1753).
- Basella lucida L., Syst. Nat. ed. 10, 2: 966 (1759).
- Basella japonica Burm.f., Fl. Indica: 76 (1768).
- Basella cordifolia Lam., Encycl. 1: 382 (1785).
- Basella nigra Lour., Fl. Cochinch.: 183 (1790).
- Basella crassifolia Salisb., Prodr. Stirp. Chap. Allerton: 153 (1796).
- Basella volubilis Salisb., Prodr. Stirp. Chap. Allerton: 153 (1796).
- Basella ramosa J.Jacq. ex Spreng., Syst. Veg. 1: 950 (1824).
- Basella cananifolia Buch.-Ham. ex Wall., Numer. List: 6961 (1832), nom. nud.
- Gandola nigra (Lour.) Raf., Sylva Tellur.: 60 (1838).
- Basella rubra var. virescens Moq. in A.P.de Candolle, Prodr. 13(2): 223 (1849).[4]
- Gandola alba Rumph. ex L.
- Gandola rubra Rumph. ex L.[5]